# 肇和號巡洋艦
肇和号防护巡洋舰是清朝末期订购的一艘防护巡洋舰，为肇和級防護巡洋艦首舰。本舰为中华民国所继承，加入中华民国海军，经历了军阀混战的动荡时代。1937年虎门保卫战期间，肇和舰在虎门要塞附近与大日本帝国海军军舰互相炮击，而这也是中日双方在战争中仅有的一次水面舰艇对射的战斗。其后肇和舰遭日军空袭重创坐沉。本舰根据装甲防护方式可以划分为防护巡洋舰；根据设计时的预定用途则可以划分为训练巡洋舰。

## 设计和概述
1909年，清朝重启自庚子事变以来再度停滞的海军建设，在整编海军之时，也准备添购若干可以培养海军人才的练习舰。同年冬，以载洵为首的中国海军代表团前往欧洲各国进行考察，并向多国订购了大批军舰，其中在英国订购了两艘特别设计的训练巡洋舰。按清政府的计划，这将为日后的新式海军提供必不可少的训练能力。
本舰由英国阿姆斯特朗埃尔斯维克船厂（Elswick Shipyard）首席设计师约书亚·佩雷特（Josiah Perrett）主持设计。其母型有可能是同厂建造、1903年下水的紫石英号。英方的设计方案为2750或2725吨，全长105.46米、宽11.9-12.8米，吃水4.5米。全舰采用艏艉楼设计。外观上为两烟囱，在两侧的舷墙有大量开口，供火炮进行射击用。为保证副炮射界，艏艉楼侧面均明显内削。此外，本舰的后部露天指挥台紧靠后桅，下方有支撑用的斜杆；舰艏的锚链孔为右侧两个、左侧一个。这些都是作为与姊妹舰进行区分的重要外观特征。
动力方面，本舰使用了帕森斯公司生产的透平机。主机数量不详，推测可能装备了3台透平机，由两座亚罗水管锅炉、4座圆形锅炉提供动力。设计出力6,000匹指示馬力（4,500千瓦特），最高航速20節（37每小時）；实际海试时发挥良好，强压通风下达到了8,797匹指示馬力（6,560千瓦特）、22.25節（41.21每小時）的好成绩。
武器方面，本舰主炮为两门50倍径阿姆斯特朗单装速射炮，分别布置在舰体前后中轴线上。副炮为50倍径4英寸（100）阿姆斯特朗速射炮，布置在主甲板4个角落。小口径火炮包括两门50倍径3英寸（76）阿姆斯特朗速射炮，47毫米哈乞开斯机关炮6门，以及37毫米马克沁乒乓炮两门。鱼雷武器为18英寸（460）鱼雷发射管两具。其中3英寸炮安装在前部副炮后面的舷侧，这也是和姊妹舰不同之处。
防护方面，装甲甲板倾斜部分为2英寸（50.8），水平部分1英寸（25），司令塔3英寸（76）。

## 舰历

### 前期
1910年1月，清政府下达了订购新造训练巡洋舰的意愿。同年8月，中方与英国阿姆斯特朗公司签订了合同，本舰造价21万英镑。同年11月7日，本舰开始动工兴建。1911年10月23日，本舰建成下水，时任驻英公使刘玉麟出席了下水仪式。不过此时辛亥革命已经愈演愈烈，国内动荡不已，本舰在内的多艘清末新购军舰均前途未卜。
1912年2月21日本舰进行了海试，录得超过设计值的成绩。民国方面希望能保住这批军舰，因此同年10月9日，海军总长刘冠雄向国务院提出善后解决办法。关于本舰，清政府已经支付7万5000英镑，剩余尾款加上杂费、运费、滞留英国期间的保管费等，共计15万2828英镑。民国政府开具面额为17万2430英镑的国库券给英方，规定在1913年11月30日前兑付。英方接受了这种方式，1913年3月14日，肇和号抵达上海，由海军总司令李鼎新验收。海军上校葛保炎为首任舰长。同年6月7日，海军部成立练习舰队，以林葆怿为司令，旗下编入肇和、應瑞、通濟三舰。肇和号和应瑞号作为高等练习舰，主要作军官轮训之用。
肇和号回国的当年，二次革命爆发，7、8月间，沪宁各地讨袁军相继起事，动乱中海军站在了北洋政府一边。7月16日上海讨袁军起事，北洋军由海军总司令李鼎新、海军警卫队总执事郑汝成率领，抵挡讨袁军的进攻。7月23日，讨袁军、原松江镇守使钮永建率先进攻江南制造局，北洋军在海筹、海琛、應瑞、肇和、镜清等多艘军舰支援下固守，击退讨袁军多次进攻，并摧毁讨袁军的炮队营。占领吴淞炮台的讨袁军寡不敌众，且后继乏力，在北洋军的海陆联合攻势面前被迫弃守渡江撤退。

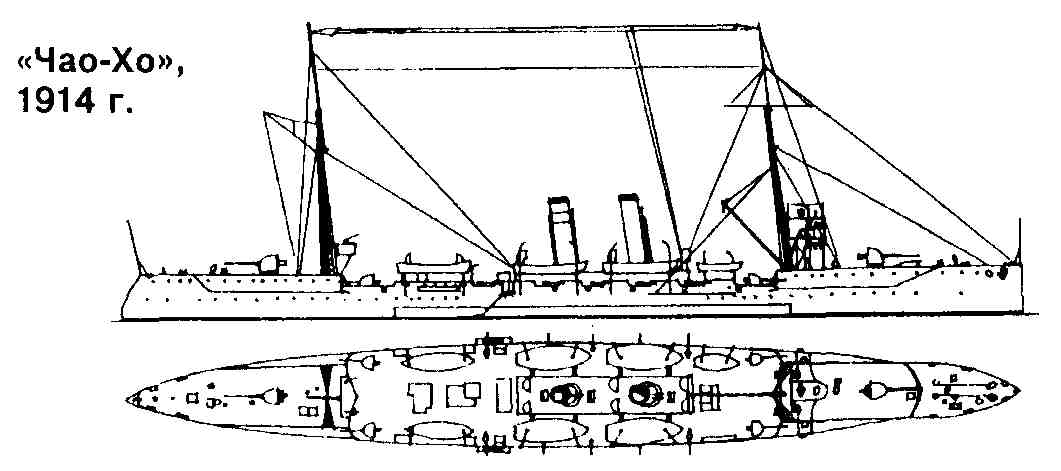
肇和号线图

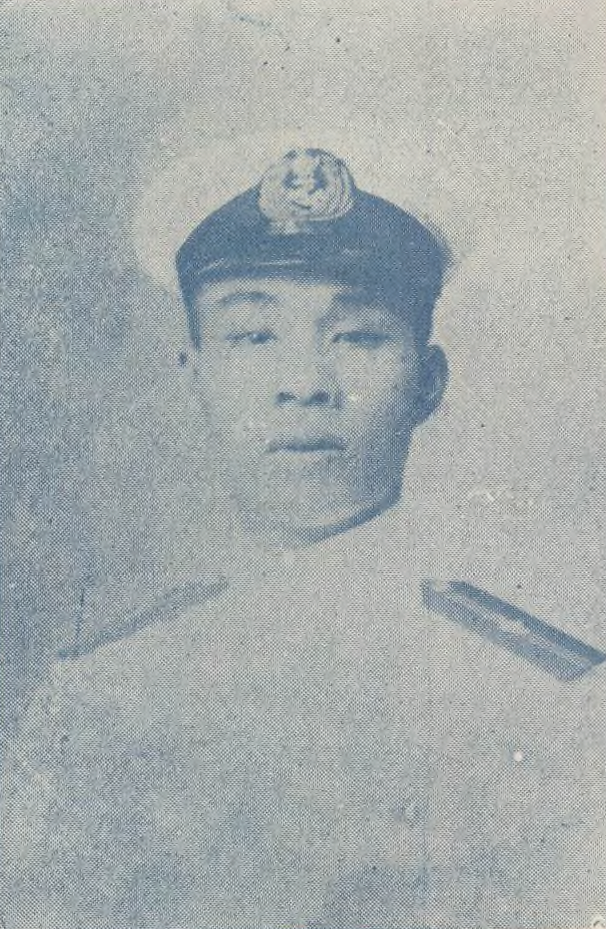
1915年陳可鈞加入中華革命黨時拍攝的肖像

1915年11月10日，革命党成功刺杀上海镇守使郑汝成，在沪革命党人决定趁机起义。12月3日，肇和号接到命令，6日要调往广州，革命党闻变以为已经败露，仓促起事。12月5日15时，革命党人杨虎等率领30余人，在舰上的见习军官陈可钧接应下成功登舰，占领了肇和号，驶入浦江，发炮攻擊制造局。另一边孙祥夫一组因所乘小艇未有牌照，被海关巡逻艇截住勒令返回，未能成功夺下应瑞号等舰。肇和号上的杨虎等人却见陆地上未有异动，而应瑞号、通济号也同样保持沉默，误以为已经起事成功，放松了警惕。6日凌晨4时，应瑞号、通济号用机关炮向肇和号进行射击。夺舰的革命党人不会操作舰炮，无法还击；也不懂驾船，无法退避，杨虎等人只好跳水遁去。陈可钧等人则被捕，旋遭枪决。肇和号舰长黄鸣球因未能察觉事变而被革职，海军司令部副官陈绍宽则积极进行联络镇压，因功接任舰长一职。其后肇和号按原计划继续前往广州。
1916年3月7日夜，中华革命党人再次图谋在广州黃埔夺舰，马伯麟等20余人劫持了一艘商船，打算跳帮，但尝试5次均未成功。肇和号官兵警觉，用机关炮进行扫射，革命党伤亡惨重，少量人员仅以身免。
1917年7月17日，孙中山南下抵达广州。7月22日，海军总司令程璧光、第一舰队司令林葆怿率领海军多艘舰艇南下广州护法，连同驻留当地的军舰，组成護法艦隊。9月10日，护法军政府成立。此时肇和号正停泊在厦门，舰长林永谟谋画前往广州参加护法舰队。1918年10月，林永谟借机离开厦门，驶至黄浦。不久桂系广东督军莫荣新与孙中山一方的矛盾加剧。军政府方面因无财税收入，财政紧张，而桂系向海军承诺每月助饷10万元，成功得到了海军的支持。此后护法舰队与军政府的关系长期紧张。
1921年4月26日夜，护法舰队非闽籍军官高层举行会议，决定清洗舰队内的闽籍官兵，夺取各舰控制权。孙中山委任鱼雷局局长温树德为临时总指挥，长洲要塞司令陈策为副总指挥。27日，行动开始，行动队迅速控制了海圻號和肇和号，随后以两舰的舰炮指向海琛号，迫使海琛号投降。至16时，全舰队11艘军舰均被非闽籍官兵夺取，闽籍官兵死亡20多人、伤30多人；后大部遣散回福建。
1922年6月16日，陈炯明部发动叛乱，炮击总统府。此时温树德等与陈炯明议和，24日通电要求孙中山下野。7月8日，海圻号、海琛号、肇和号等表态跟随温树德一派。7月底北伐军因粤军第一师阵前倒戈而败退。8月9日孙中山撤离永丰号，前往上海，所有仍效忠孙中山的舰艇其后尽归温树德接收。
1923年1月1日，滇、桂、粤联军会师，共同发动讨陈战争，1月16日攻入广州。此时温树德骑墙不定，一直在陈炯明、孙中山和北京政府之间摇摆。12月18日，温树德率领海圻号、海琛号、肇和号等7舰北上，护法舰队解散。
1924年1月，温树德率领舰队抵达青岛。同年3月22日，海圻号、海琛号、肇和号等6舰组成渤海舰队，由直鲁豫巡阅使吴佩孚直接管辖。
1925年10月19日，原直军陆军检阅使兼第十一师师长、新任第三军军长冯玉祥倒戈，直军败退。渤海舰队依旧留在青岛，奉系直鲁联军张宗昌占领了山东后，肇和号在内的渤海舰队投奔了张宗昌。

### 后期
1926年7月9日，國民革命軍誓師北伐。1927年3月14日，杨树庄通电参加革命，闽系控制的中央海军归附国民革命军。此后奉系控制的渤海舰队与闽系中央海军长期对峙。
1927年5月18日，海圻号、肇和号袭击吴淞口，但并未造成人员伤亡。海容、海筹、应瑞等舰赶来增援，东北海军各舰遂遁去。此后肇和号屡次南下袭扰吴淞。6月，奉系海军正式吞并渤海舰队，随即进行改组，原渤海舰队改为第二舰队。8月4日，海琛号、肇和号两舰的山东籍水兵哗变，海圻号、鎮海號、定海號赶到青岛协助镇压了兵变。8月19日，海圻、肇和、海琛等7舰第三次攻击吴淞口。20日03:45东北海军进行炮击，吴淞炮台予以还击，双方都没有命中。同年底，东北海军制定计划，试图以海圻、镇海、肇和、海琛4舰夺取广东海军的飞鹰号。但途中编队遭逢风暴，肇和号与编队前面的海圻号、镇海号失联，又遇到动力故障。时任舰长方念祖发出信号求救。原本应该在队列最后方的海琛号接到了求救电报，发送信息询问，却没有得到回音，于是单舰四下搜寻，花了一天才找到肇和号。其后海琛号拖曳着肇和号，1928年1月3日返回港内。
1928年夏，奉系收到密报，称渤海舰队司令吴志馨等有向南京政府叛逃的倾向，奉系迅速逮捕吴志馨以及肇和号等舰上多人。接着进行改组，渤海舰队改编为东北海防第一舰队，以凌霄为司令；并与东北海军舰队合为东北联合舰队。但凌霄一登舰就遭到海琛号、肇和号等舰的山东籍水兵挟持。张宗昌和东北海军前敌总指挥沈鸿烈立即部署镇压事宜。张宗昌在肇和号上召集水兵训话时，卫队乘机占领两舰，逮捕了600多名山东籍水兵，处决了为首4人，并遣散大部分山东籍水兵。渤海舰队至此与原东北海军彻底合并。
1928年底，东北易帜，肇和号等名义上重新成为中央海军。1929年时的东北海军第一舰队序列为：海圻、海琛、肇和。
1932年，日军发动热河作战。东北海军为防日军从天津内河攻入，决定拆除镇海号、定海号等舰的火炮，舰上满载砂石水泥，随时准备自沉封江，各舰拆卸下来的火炮改装在大沽口外的临时炮台上。海圻、海琛、肇和三舰在烟台、龙口一带待命，准备作战。1933年5月中日签署《塘沽协定》，布防行动解除。
1933年6月25日发生薛家岛事件，海圻、海琛、肇和三舰叛离东北海军，投靠陈济棠。7月，三舰抵粤，编为粤海舰队，司令江西园。在此期间肇和号曾短暂作为过训练舰使用。
1935年春，肇和号因长期缺乏必要的维护，透平机腐蚀严重，于是拆开进行维修。也因此肇和号没能参加海圻号、海琛号两舰的北叛行动，而是继续留在广东海军。
1937年7月7日，七七事变爆发。广东海军在珠江口自沉老旧军舰，组建封锁线。肇和号等舰则负责巡逻防守。9月14日，日本海军轻巡洋舰夕張、驱逐舰疾风、追风三舰逼近虎门要塞，肇和号、海周号配合炮台进行抵抗。日军疾风、追风向海周号进行射击，夕张则与肇和号对射。40分钟后，肇和号多处中弹，被迫退避，海周号则不敌沉没。9月21日，日机对炮台进行轰炸，肇和号因缺乏防空火力，在虎门要塞旁受损坐沉。
虎门保卫战后，民国海军有关部门对战斗进行调查时，以肇和号一度退避为理由，认定方念祖为临阵退缩，将其逮捕，并于同年11月进行枪决。